# Maiden Heaven: A Tribute To Iron Maiden
Maiden Heaven: A Tribute To Iron Maiden е албум издаден в чест на Айрън Мейдън, разпространяващ се като безплатен подарък към броя на списание Керанг! от 16 юли 2008 г. Включва изпълнения на банди като Metallica, Dream Theater, Coheed And Cambria, Trivium, Machine Head и други.

## Списък на песните и изпълнителите
1. Prowler – Black Tide
2. Remember Tomorrow – Metallica
3. Flash of the Blade – Avenged Sevenfold
4. 2 Minutes to Midnight – Glamour of the Kill
5. The Trooper – Coheed And Cambria
6. Wasted Years – DevilDriver
7. Run to the Hills – Sign
8. To Tame a Land – Dream Theater
9. Caught Somewhere in Time – Madina Lake
10. Wrathchild – Gallows
11. Fear of the Dark – Fightstar
12. Hallowed Be Thy Name – Machine Head
13. Iron Maiden – Trivium
14. Running Free – Year Long Disaster
15. Brave New World – Ghostlines